# Stará Říše
Stará Říše (pronunție în cehă [ˈstaraːˈr̝iːʃɛ]) este un oraș-târg (městys) în districtul Jihlava din regiunea Vysočina a Republicii Cehe.
Comuna se întinde pe o suprafață de 17,78 km2 și are o populație de 694 de locuitori (la 28 august 2006).
Stará Říše se află la aproximativ 24 kilometri sud de Jihlava și la 132 de kilometri sud-est de Praga.